# Курт Людвіг фон Гінант
Барон Курт Людвіґ фон Ґінант (нім. Curt Ludwig Freiherr von Gienanth; нар. 6 грудня 1876, Айзенберґ — пом. 3 квітня 1961, Гайдельберг) — німецький військовик, барон, генерал кавалерії (1 вересня 1940).

## Життєпис
23 березня 1896 року Ґінант вступив у кавалерію, 20 липня 1897 року отримав звання лейтенанта 23-го драгунського полку. Учасник Першої світової війни. Після демобілізації армії залишений в рейхсвер.
З 1 жовтня 1923 року Ґінант командир 13-го кавалерійського полку. З 1 квітня 1925 року начальник штабу кавалерійської інспекції. З 1 березня 1927 року командир 6-го піхотного полку. З 1 березня 1929 року командир 3-ї кавалерійської дивізії. 1 лютого 1931 року отримав звання генерал-лейтенант. З 1 листопада 1931 року командувач 4-ю дивізією і IV військовим округом.
Незабаром після приходу НСДАП до влади Ґінант був звільнений (30.9.1933) у відставку з чином генерала від кавалерії.
1 вересня 1939 року знову призваний на дійсну службу і призначений командувачем фортеці Бреслау та прикордонної ділянки.
З 19 жовтня 1939 — 14 травня 1940 року Ґінант очолив 36-те командування особливого призначення.
5 травня 1940 року недовго був головнокомандувачем на Сході — в його підпорядкуванні були всі війська, залишені на радянсько-німецькому кордоні.
З 21 липня 1940 року командувач частинами вермахту в генерал-губернаторстві. Однак Ґінант як офіцер старої школи не зміг спрацюватися з Гансом Франком і Фрідріхом-Вільгельмом Крюгером, тому що вважав завданням підлеглих йому війська не репресії проти цивільного населення, а несення функцій окупаційних військ. 30 вересня 1942 року був знятий з поста.

## Нагороди[4]
- Орден Корони (Пруссія) 4-го класу
- Залізний хрест 2-го і 1-го класу
- Орден «За заслуги» (Баварія) 4-го класу
- Орден Філіппа Великодушного, лицарський хрест 2-го класу (Велике герцогство Гессен)
- Орден Залізної Корони 3-го класу з військовою відзнакою (Австро-Угорщина)
- Орден Франца Йосифа, командорський хрест з військовою відзнакою (Австро-Угорщина)
- Хрест «За військові заслуги» (Австро-Угорщина) 3-го класу з військовою відзнакою
- Військова медаль (Османська імперія)
- Нагрудний знак «За поранення» в чорному
- Хрест «За вислугу років» (Пруссія)
- Почесний хрест ветерана війни з мечами
- Застібка до Залізного хреста 2-го класу
- Хрест Воєнних заслуг 2-го і 1-го класу з мечами
- Німецький хрест в сріблі (30 червня 1943)